# Hajmáskér
Hajmáskér is een plaats (község) en gemeente in het Hongaarse comitaat Veszprém. Hajmáskér telt 2904 inwoners (2001).

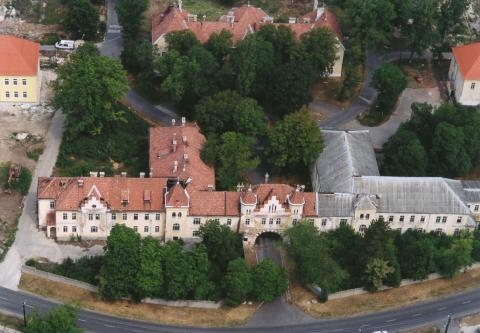
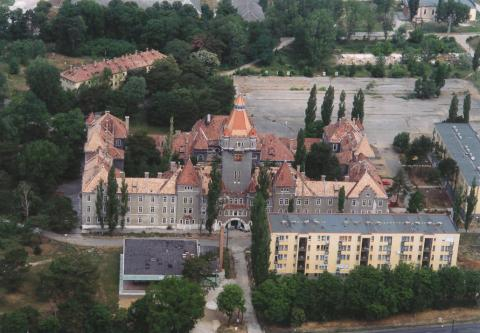